# Юность (озеро)
Ю́ность (Чан) — небольшое пресноводное озеро, находящееся в центре города Владивостока, восточнее платформы электропоезда «Морской городок». Имеет миндалевидную форму, вытянутую с северо-запада на юго-восток, длина — около 400 м.
Юго-западный берег является насыпью железной дороги, по другую сторону которой протекает Первая речка. Зимой озеро представляет собой естественный ледяной каток под открытым небом. Вода в озере сильно загрязнена. Купание запрещено. В районе озера располагается база Приморского государственного училища олимпийского резерва, и беговая дорожка.
В былые годы[когда?] в озере Юность ловили сомов и сазанов, но в 2009 году вся рыба в озере погибла после того, как в канализацию был пущен кипяток, и эти стоки попали в воду. 12 мая 2011 года в озеро было выпущено около полутонны мальков карпа и сазана. Ожидалось, что мальки приживутся, так как экологическая ситуация в озере стабильна. Весь 2011 год озеро планировалось продержать на карантине, а в следующем году открыть для рыбалки.